# 1168
Il 1168 (MCLXVIII in numeri romani) è un anno bisestile del XII secolo.

## Eventi
- Federico Barbarossa rientra in Germania dopo la sua quarta discesa in Italia.
- La Lega lombarda fonda la città di Alessandria, in Piemonte, così chiamata in onore di Papa Alessandro III[1].
- Rivolta a Palermo durante l’estate. I Normanni sono massacrati e il cancelliere e arcivescovo Stefano di Perche deve fuggire. Matteo da Salerno, principale animatore della rivolta, diventa cancelliere del regno di Sicilia e Gualtiero Offamilio diventa arcivescovo di Palermo l'anno seguente[2].
- Essiccamento totale del fiume Sarthe in Francia, a causa di una pesante e reiterata siccità.

## Nati
- Rodolfo il Vecchio, conte († 1232)
- Giovanni Bono, religioso italiano († 1249)
- Temüge, condottiero mongolo († 1246)

## Morti
- 18 gennaio - Teodorico di Alsazia, cavaliere medievale tedesco
- 17 marzo - Aroldo di Gloucester, santo inglese
- 5 aprile - Roberto di Beaumont, II conte di Leicester, nobile britannico (n. 1104)
- 20 settembre - Antipapa Pasquale III, cardinale italiano
- 29 settembre - Corrado II di Babenberg, vescovo cattolico austriaco
- 18 ottobre - Arduico di Stade, nobile e arcivescovo cattolico tedesco (n. 1118)
- 24 ottobre - Guglielmo IV di Nevers, nobile francese
- Rawal Jaisal, indiano (n. 1113)
- Tihomir Zavidović, principe

## Calendario
| Calendario 1168 | Calendario 1168 | Calendario 1168 | Calendario 1168 | Calendario 1168 | Calendario 1168 | Calendario 1168 | Calendario 1168 | Calendario 1168 | Calendario 1168 | Calendario 1168 | Calendario 1168 | Calendario 1168 | Calendario 1168 | Calendario 1168 | Calendario 1168 | Calendario 1168 | Calendario 1168 | Calendario 1168 | Calendario 1168 | Calendario 1168 | Calendario 1168 | Calendario 1168 | Calendario 1168 | Calendario 1168 | Calendario 1168 | Calendario 1168 | Calendario 1168 | Calendario 1168 | Calendario 1168 | Calendario 1168 | Calendario 1168 | Calendario 1168 |
| --------------- | --------------- | --------------- | --------------- | --------------- | --------------- | --------------- | --------------- | --------------- | --------------- | --------------- | --------------- | --------------- | --------------- | --------------- | --------------- | --------------- | --------------- | --------------- | --------------- | --------------- | --------------- | --------------- | --------------- | --------------- | --------------- | --------------- | --------------- | --------------- | --------------- | --------------- | --------------- | --------------- |
|                 | 1               | 2               | 3               | 4               | 5               | 6               | 7               | 8               | 9               | 10              | 11              | 12              | 13              | 14              | 15              | 16              | 17              | 18              | 19              | 20              | 21              | 22              | 23              | 24              | 25              | 26              | 27              | 28              | 29              | 30              | 31              |                 |
| Gennaio         | Lu              | Ma              | Me              | Gi              | Ve              | Sa              | Do              | Lu              | Ma              | Me              | Gi              | Ve              | Sa              | Do              | Lu              | Ma              | Me              | Gi              | Ve              | Sa              | Do              | Lu              | Ma              | Me              | Gi              | Ve              | Sa              | Do              | Lu              | Ma              | Me              |                 |
| Febbraio        | Gi              | Ve              | Sa              | Do              | Lu              | Ma              | Me              | Gi              | Ve              | Sa              | Do              | Lu              | Ma              | Me              | Gi              | Ve              | Sa              | Do              | Lu              | Ma              | Me              | Gi              | Ve              | Sa              | Do              | Lu              | Ma              | Me              | Gi              |                 |                 |                 |
| Marzo           | Ve              | Sa              | Do              | Lu              | Ma              | Me              | Gi              | Ve              | Sa              | Do              | Lu              | Ma              | Me              | Gi              | Ve              | Sa              | Do              | Lu              | Ma              | Me              | Gi              | Ve              | Sa              | Do              | Lu              | Ma              | Me              | Gi              | Ve              | Sa              | Do              |                 |
| Aprile          | Lu              | Ma              | Me              | Gi              | Ve              | Sa              | Do              | Lu              | Ma              | Me              | Gi              | Ve              | Sa              | Do              | Lu              | Ma              | Me              | Gi              | Ve              | Sa              | Do              | Lu              | Ma              | Me              | Gi              | Ve              | Sa              | Do              | Lu              | Ma              |                 |                 |
| Maggio          | Me              | Gi              | Ve              | Sa              | Do              | Lu              | Ma              | Me              | Gi              | Ve              | Sa              | Do              | Lu              | Ma              | Me              | Gi              | Ve              | Sa              | Do              | Lu              | Ma              | Me              | Gi              | Ve              | Sa              | Do              | Lu              | Ma              | Me              | Gi              | Ve              |                 |
| Giugno          | Sa              | Do              | Lu              | Ma              | Me              | Gi              | Ve              | Sa              | Do              | Lu              | Ma              | Me              | Gi              | Ve              | Sa              | Do              | Lu              | Ma              | Me              | Gi              | Ve              | Sa              | Do              | Lu              | Ma              | Me              | Gi              | Ve              | Sa              | Do              |                 |                 |
| Luglio          | Lu              | Ma              | Me              | Gi              | Ve              | Sa              | Do              | Lu              | Ma              | Me              | Gi              | Ve              | Sa              | Do              | Lu              | Ma              | Me              | Gi              | Ve              | Sa              | Do              | Lu              | Ma              | Me              | Gi              | Ve              | Sa              | Do              | Lu              | Ma              | Me              |                 |
| Agosto          | Gi              | Ve              | Sa              | Do              | Lu              | Ma              | Me              | Gi              | Ve              | Sa              | Do              | Lu              | Ma              | Me              | Gi              | Ve              | Sa              | Do              | Lu              | Ma              | Me              | Gi              | Ve              | Sa              | Do              | Lu              | Ma              | Me              | Gi              | Ve              | Sa              |                 |
| Settembre       | Do              | Lu              | Ma              | Me              | Gi              | Ve              | Sa              | Do              | Lu              | Ma              | Me              | Gi              | Ve              | Sa              | Do              | Lu              | Ma              | Me              | Gi              | Ve              | Sa              | Do              | Lu              | Ma              | Me              | Gi              | Ve              | Sa              | Do              | Lu              |                 |                 |
| Ottobre         | Ma              | Me              | Gi              | Ve              | Sa              | Do              | Lu              | Ma              | Me              | Gi              | Ve              | Sa              | Do              | Lu              | Ma              | Me              | Gi              | Ve              | Sa              | Do              | Lu              | Ma              | Me              | Gi              | Ve              | Sa              | Do              | Lu              | Ma              | Me              | Gi              |                 |
| Novembre        | Ve              | Sa              | Do              | Lu              | Ma              | Me              | Gi              | Ve              | Sa              | Do              | Lu              | Ma              | Me              | Gi              | Ve              | Sa              | Do              | Lu              | Ma              | Me              | Gi              | Ve              | Sa              | Do              | Lu              | Ma              | Me              | Gi              | Ve              | Sa              |                 |                 |
| Dicembre        | Do              | Lu              | Ma              | Me              | Gi              | Ve              | Sa              | Do              | Lu              | Ma              | Me              | Gi              | Ve              | Sa              | Do              | Lu              | Ma              | Me              | Gi              | Ve              | Sa              | Do              | Lu              | Ma              | Me              | Gi              | Ve              | Sa              | Do              | Lu              | Ma              |                 |